# Wiaczesław Łobkow
Wiaczesław Nikołajewicz Łobkow (ros. Вячеслав Николаевич Лобков, ur. w marcu 1903 we wsi Kantiemirowka w guberni woroneskiej, zm. 1971) – radziecki polityk, I sekretarz Ałtajskiego Krajowego Komitetu WKP(b) (1940-1943).
1920-1925 instruktor-organizator powiatowego komitetu Komsomołu, politruk powiatowego oddziału żywnościowego, kierownik wydziału wojskowo-budowlanego, później kierownik wydziału kulturalno-oświatowego i sekretarz odpowiedzialny powiatowego komitetu Komsomołu w guberni woroneskiej. Od 1926 w WKP(b), instruktor powiatowego komitetu partyjnego, sekretarz komitetu wykonawczego rady powiatowej, inspektor okręgowego wydziału edukacji w Woroneżu, kierownik wydziału rejonowego komitetu WKP(b), instruktor i zastępca kierownika wydziału pracy agitacyjno-masowej okręgowego komitetu WKP(b), kierownik rejonowego wydziału rolnictwa, kierownik wydziału kulturalno-propagandowego rejonowego komitetu WKP(b) w guberni woroneskiej/Obwodzie Centralno-Czarnoziemskim. 1932-1933 i 1933-1934 I sekretarz rejonowego komitetu WKP(b) w Obwodzie Centralno-Czarnoziemskim, a 1934-1937 w obwodzie woroneskim, w 1937 I zastępca przewodniczącego, a od końca 1937 do sierpnia 1939 przewodniczący Komitetu Wykonawczego Rady Obwodowej w Woroneżu. Od sierpnia 1939 do września 1940 III sekretarz, a od września do października 1940 II sekretarz Komitetu Obwodowego WKP(b) w Wołogdzie. Od października 1940 do sierpnia 1943 I sekretarz Ałtajskiego Krajowego Komitetu WKP(b), 1943-1944 zastępca przewodniczącego Rady Komisarzy Ludowych Tatarskiej ASRR, 1944-1945 III sekretarz, a 1945-1952 II sekretarz Tatarskiego Komitetu Obwodowego WKP(b). W 1953 przewodniczący Rady ds. Kołchozów przy Radzie Ministrów ZSRR w obwodzie riazańskim, 1953-1955 przewodniczący Komisji Partyjnej przy Tatarskim Komitecie Obwodowym KPZR, od stycznia 1955 na emeryturze. Odznaczony Orderem Lenina i dwoma Orderami Czerwonego Sztandaru Pracy.